# Zeuctophlebia tapinodes
Zeuctophlebia tapinodes là một loài bướm đêm trong họ Geometridae.